# Hethel
Hethel is een klein dorp in Engeland in de buurt van Wymondham, ongeveer 16 kilometer ten zuiden van Norwich, Norfolk. De plaats heeft 446 inwoners (2001).
Hethel is de locatie van de voormalige RAF Hethel Airbase, waar sinds 1967 het fabrieksterrein van Lotus en de testbaan zijn gehuisvest die delen van de voormalige landingsbaan gebruikt.
Op het kerkhof van het dorp staat de oudste meidoornboom van East Anglia die meer dan 700 jaar oud is.

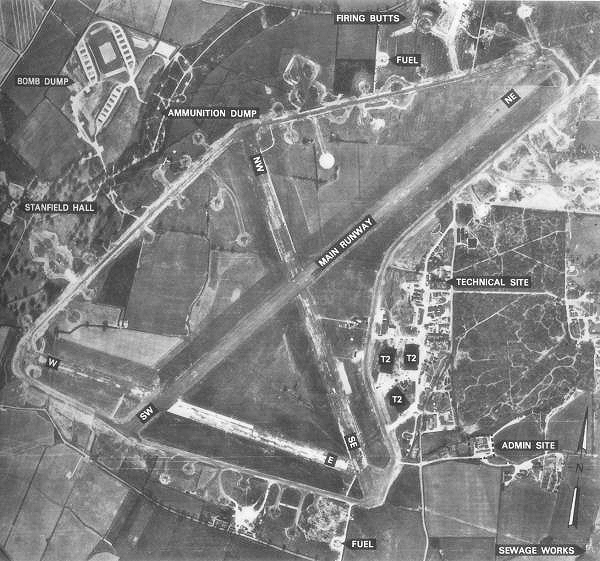
RAF Hethel Airbase tijdens WO2
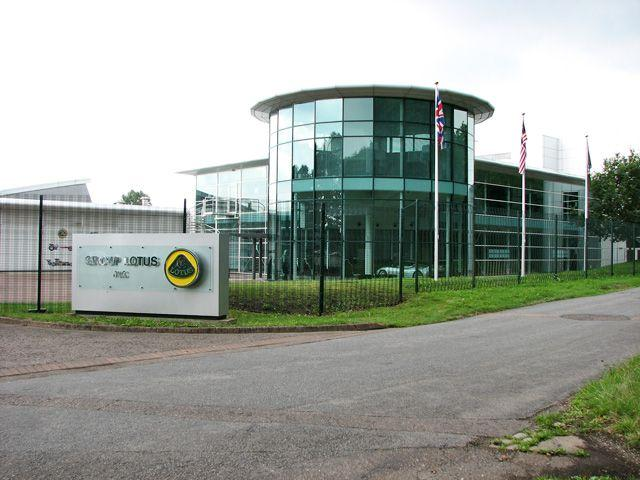
Lotus hoofdzetel op de voormalige Hethel Airbase